# Sieteiglesias (municipio)
Sieteiglesias fue un municipio de España perteneciente a la provincia de Madrid que desapareció en 1973 para formar parte del nuevo municipio de Lozoyuela-Navas-Sieteiglesias, con sede municipal en la localidad de Lozoyuela. El nombre del pueblo se debe a su carácter "sagrado", definido por el número siete, y no al número de iglesias de la localidad.

## Localización geográfica
Hay 56,10 km de distancia con Madrid y 73 km por carretera, la A-1 o bien en autobús, líneas 105, 106, 191,194, 195 o 196 que salen desde la plaza de Castilla de Madrid.
La población de Sieteiglesias limita con los municipios de Mangirón al norte, Lozoyuela al oeste, y con El Berrueco y el arroyo Jóbalo al sur con un puente romano. La carretera comarcal M-131 atraviesa la población por el centro de su casco urbano. En su entorno más cercano se encuentra el embalse de El Atazar y el pico de la Miel, y se encuentra a 969 metros de altitud sobre el nivel del mar.

## Historia

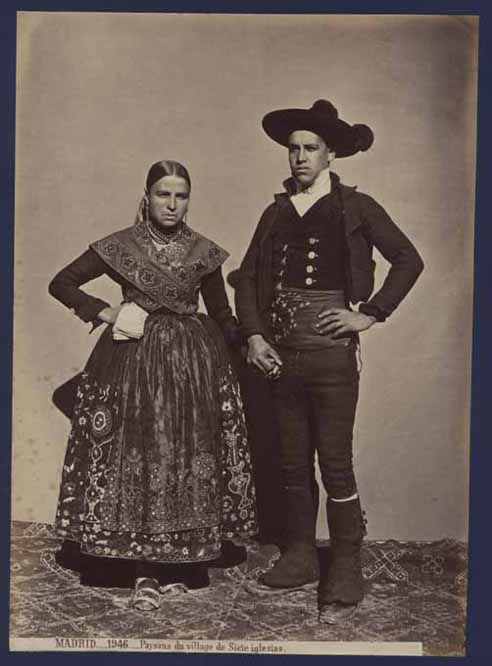
Aldeanos de la localidad por Laurent

De este municipio, cabe destacar la necrópolis medieval y la iglesia románica de Sieteiglesias (XII). La necrópolis data de los siglos VII al siglo XVII
y forma parte de los yacimientos arqueológicos que pueden visitarse en la Comunidad de Madrid. Está junto a la iglesia parroquial de San Pedro Apóstol y corresponde a los restos de una necrópolis rupestre medieval. Se localiza en una zona de afloramientos graníticos, en el Berrocal de la Iglesia, junto al río Jarama.
En la Alta Edad Media, Talamanca de Jarama, Buitrago del Lozoya y Sietiglesias se abrían camino por la vía romana 25, itinerario de Antonino, que se utilizaba para llegar a Somosierra y a la llanura segoviana. En la necrópolis se dan dos tipos de tumbas: antropomorfas excavadas en roca y tumbas de cista, una caja delimitada en el suelo por la presencia de lajas de piedra clavadas alrededor de la fosa. Una laja de mayor tamaño cubre la inhumación. La necrópolis aporta información sobre la vida en el altomedievo madrileño de la que había escasa información.
El 18 de junio de 1973, el Ministerio de la Gobernación publicó un decreto en el Boletín de la Provincia de Madrid (todavía no existía la Comunidad de Madrid), firmado por Francisco Franco. El municipio de Sieteiglesias desapareció en 1973, al fusionarse con los de Lozoyuela y Las Navas de Buitrago para formar el nuevo término municipal de Lozoyuela-Navas-Sieteiglesias.

## Demografía
| Gráfica de evolución demográfica de Sieteiglesias entre 1842 y 1970 |
| |
| Población de derecho según los censos de población del INE Población de hecho según los censos de población del INEEn este censo se denominaba Siete-Iglesias: 1842 En este censo se denominaba Siete Iglesias: 1857 Entre el censo de 1981 y el anterior, este municipio desaparece porque se agrupa en el municipio 28901 (Lozoyuela-Navas-Sieteiglesias) |

## Cultura

### Patrimonio
- La iglesia de San Pedro Apóstol, es un edificio del siglo XVII de gran sencillez y sobriedad de líneas, típico de la arquitectura religiosa popular de la sierra de Guadarrama. La iglesia original fue incendiada y destruida durante la Guerra Civil y el edificio se reconstruyó completamente cuando finalizó la guerra.[11]

### Fiestas
- San Blas, fiesta patronal, el último domingo de agosto.[12]